# Hans-Emil Schuster
Hans-Emil Schuster (Hamburgo, 19 de septiembre de 1934) astrónomo alemán retirado desde octubre del año 1991. Desempeñó su trabajo entre el Observatorio de Hamburgo-Bergedorf (Bergedorf) y el Observatorio Europeo Austral (también conocido como European Southern Observatory (ESO)), ejerciendo también como director en funciones en el Observatorio de La Silla (Chile). En el año 1982 contrajo matrimonio con Rosemarie Schuster née von Holt (28 de marzo de 1935 - 18 de septiembre de 2006).
Descubrió el cometa periódico 106P/Schuster. Asimismo descubrió el cometa C/1976 D2, es de destacar su perihelio que alcanza una distancia de 6,88 unidades astronómicas, siendo el más veces observado hasta la fecha actual.
También descubrió 25 asteroides, entre los que se encuentra el asteroide (2329) Orthos del grupo de asteroides Apolo y los asteroides (2608) Seneca, (3271) Ul, (3288) Seleucus y (3908) Nyx del grupo de asteroides Amor y el objeto próximo a la Tierra conocido como (161989) Cacus, del que se perdió el rastro y fue encontrado de nuevo en el año 2003.
Participó en múltiples proyectos desarrollados en el Observatorio de La Silla y el Observatorio Paranal.
Codescubrió la galaxia Enana de Fénix (con Richard Martin West), en el año 1976 descubre el Cúmulo globular Eridanus, uno de los más lejanos cúmulos globulares en el halo galáctico. En el año 1980 descubre una supernova tipo II en la galaxia NGC 1255.
El asteroide (2018) Schuster fue nombrado en su honor. El 21 de octubre de 2011 se le concedió el grado de Comendador en la  Orden de Bernardo O'Higgins como reconocimiento a su contribución a la astronomía, en Chile.